# Grobničko polje
Grobničko polje je krško polje Hrvatskoj. Nalazi se u Primorsko-goranskoj županiji u zaleđu Rijeke. Kroz polje teče rijeka Rječina.
Kroz Grobničko polje prolazi Autocesta A7. Automotodrom Grobnik izgrađen je 1978. godina.

## Zemljopis
Površina Grobinštine iznosi 195 km2 i sastoji od općina Čavle i Jelenje te naselja Podhum, Jelenje, Čavle, Podkilavac, Zastenice, Soboli te najveće naselje Dražice.

## Povijest
Kaštel Stari grad Grobnik čini jezgru današnje općine Čavala. Naseljen je još u doba pretpovijesti. Od 10. stoljeća pripada hrvatskoj državi, a od 1225. godine je u vlasništvu knezova Krčkih (kasnijih Frankopana). Nalazi se na brežuljku iznad polja. Na sjeverozapadu se nalazi jedan krak rimskog limesa. Kaštel su izgradili Frankopani 1225. godine. Spominje se u Vinodolskom zakoniku iz 1288. godine. Prema narodnoj predaji, na njemu se 1242. godine vodila bitka u kojoj su Hrvati pobijedili tatarsku vojsku.
Poslije Zrinsko - frankopanske urote i propasti Frankopana Kaštel je mijenjao vlasnike. Posljednji vlasnik prije nacionalizacije 1945. godine bila je plemićka obitelj Thurn und Taxis.

## Vanjske poveznice
- O Grobinštini